# Сухоруков, Александр Николаевич
Алекса́ндр Никола́евич Сухору́ков (род. 22 февраля 1988, Ухта, Коми АССР) — российский пловец, призёр олимпийских игр, многократный чемпион и экс-рекордсмен мира, член национальной сборной России с 2004 года.

## Спортивные достижения
Серебряный призёр Олимпийских игр 2008 года в Пекине в эстафете 4×200 м вольным стилем (состав команды: Александр Сухоруков, Данила Изотов, Евгений Лагунов, Никита Лобинцев, в предварительном заплыв — Михаил Полищук). Чемпион мира 2008 года и экс-рекордсмен мира в комбинированной эстафете 4×100 м на короткой воде (бассейн 25 м). Серебряный призёр чемпионата Европы 2008 года в эстафете 4×200 м вольным стилем. На чемпионате Европы по водным видам спорта в Венгрии (август 2010 года) в составе сборной России завоевал золотую медаль в эстафетах 4×100 и 4×200 м вольным стилем.
На чемпионате мира по плаванию на «короткой воде» в Дубае (декабрь 2010 года) в составе сборной России выиграл эстафету 4×200 м вольным стилем (команда установила мировой рекорд — 6 минут 49,04 секунды).

## Личная жизнь
Примерно с 2013 года — в отношениях с российской гимнасткой Маргаритой Мамун. В 2016 году после её победы на Олимпиаде Сухоруков заявил, что задумывается о свадьбе с Мамун.
Свадьба состоялась в 2017 году. 3 октября 2019 года в семье родился сын Лев.

## Награды и звания
- Заслуженный мастер спорта России
- Медаль ордена «За заслуги перед Отечеством» II степени — За большой вклад в развитие физической культуры и спорта, высокие спортивные достижения на Играх XXIX Олимпиады 2008 года в Пекине (2009)[2]
- Почётная грамота Президента Российской Федерации (19 июля 2013 года) — за высокие спортивные достижения на XXVII Всемирной летней универсиаде 2013 года в городе Казани[3]